# Mahir Emreli
Mahir Anar Oğlu Emreli, precedentemente Mahir Mədətov (Baku, 1º luglio 1997) è un calciatore azero, attaccante del Kaiserslautern.

## Biografia
Ha cambiato il suo cognome nel maggio 2019 disapprovando il nuovo matrimonio del padre.

## Carriera

### Club
Ha esordito nella massima serie del campionato azero con il Baku nella stagione 2014-2015. Gioca nella medesima categoria anche dopo il trasferimento al Qarabağ.

### Nazionale
Ha giocato con la nazionale Under-17, Under-19 e Under-21. Con quest'ultima ha disputato incontri valevoli per le qualificazioni agli Europei Under-21.

## Statistiche

### Presenze e reti nei club
Statistiche aggiornate al 3 settembre 2023.
| Stagione               | Squadra                | Campionato             | Campionato | Campionato | Coppe nazionali | Coppe nazionali | Coppe nazionali | Coppe continentali | Coppe continentali | Coppe continentali | Altre coppe | Altre coppe | Altre coppe | Totale | Totale |
| Stagione               | Squadra                | Comp                   | Pres       | Reti       | Comp            | Pres            | Reti            | Comp               | Pres               | Reti               | Comp        | Pres        | Reti        | Pres   | Reti   |
| ---------------------- | ---------------------- | ---------------------- | ---------- | ---------- | --------------- | --------------- | --------------- | ------------------ | ------------------ | ------------------ | ----------- | ----------- | ----------- | ------ | ------ |
| 2014-2015              | Baku                   | PL                     | 17         | 0          | CA              | 3               | 1               | -                  | -                  | -                  | -           | -           | -           | 20     | 1      |
| 2015-2016              | Qarabağ                | PL                     | 16         | 7          | CA              | 5               | 1               | UCL+UEL            | 0                  | 0                  | -           | -           | -           | 21     | 8      |
| 2016-2017              | Qarabağ                | PL                     | 21         | 3          | CA              | 5               | 3               | UCL+UEL            | 3+3                | 0                  | -           | -           | -           | 32     | 6      |
| 2017-2018              | Qarabağ                | PL                     | 24         | 8          | CA              | 2               | 0               | UCL                | 11                 | 1                  | -           | -           | -           | 37     | 9      |
| 2018-2019              | Qarabağ                | PL                     | 27         | 16         | CA              | 4               | 0               | UCL+UEL            | 6+8                | 0                  | -           | -           | -           | 45     | 16     |
| 2019-2020              | Qarabağ                | PL                     | 16         | 7          | CA              | 2               | 1               | UCL+UEL            | 6+6                | 2+0                | -           | -           | -           | 30     | 10     |
| 2020-2021              | Qarabağ                | PL                     | 22         | 18         | CA              | 3               | 2               | UCL+UEL            | 3+4                | 2+0                | -           | -           | -           | 32     | 22     |
| Totale Qarabağ         | Totale Qarabağ         | Totale Qarabağ         | 126        | 59         |                 | 21              | 7               |                    | 50                 | 5                  |             | -           | -           | 197    | 71     |
| 2021-feb. 2022         | Legia Varsavia         | EK                     | 15         | 2          | CP              | 3               | 1               | UCL+UEL            | 6+8                | 2+5                | SP          | 1           | 1           | 33     | 11     |
| feb.-giu. 2022         | Dinamo Zagabria        | 1.HNL                  | 8          | 2          | CC              | -               | -               | UEL                | 2                  | 0                  | -           | -           | -           | 10     | 2      |
| 2022-feb. 2023         | Dinamo Zagabria        | 1.HNL                  | 10         | 3          | CC              | 0               | 0               | UCL                | 3                  | 0                  | SC          | 0           | 0           | 13     | 3      |
| feb.-giu. 2023         | Konyaspor              | SL                     | 12         | 2          | TK              | -               | -               | -                  | -                  | -                  | -           | -           | -           | 12     | 2      |
| 2023-2024              | Dinamo Zagabria        | 1.HNL                  | 4          | 2          | CC              | 0               | 0               | UCL+UEL+UECL       | 3+2+0              | 0                  | SC          | 0           | 0           | 9      | 2      |
| Totale Dinamo Zagabria | Totale Dinamo Zagabria | Totale Dinamo Zagabria | 22         | 7          |                 | 0               | 0               |                    | 10                 | 0                  |             | 0           | 0           | 32     | 7      |
| Totale carriera        | Totale carriera        | Totale carriera        | 192        | 70         |                 | 27              | 9               |                    | 74                 | 12                 |             | 1           | 1           | 294    | 92     |

## Palmarès

### Club

#### Competizioni nazionali
- Campionato azero: 5

Qarabağ: 2015-2016, 2016-2017, 2017-2018, 2018-2019, 2019-2020
- Coppa dell'Azerbaigian: 2

Qarabağ: 2015-2016, 2016-2017
- Supercoppa d'Azerbaigian: 1

Qarabağ: 2015
- Campionato croato: 3

Dinamo Zagabria: 2021-2022, 2022-2023, 2023-2024
- Coppa di Croazia: 1

Dinamo Zagabria: 2023-2024
- Supercoppa di Croazia: 1

Dinamo Zagabria: 2023

### Individuale
- Capocannoniere della Premyer Liqası: 2

2018-2019 (16 gol), 2019-2020 (7 gol)